# 適型油箱
適型油箱（英語：Conformal Fuel Tank），是一種飛機的外部油箱，其外型與機身有一定程度融合，較低干擾氣動外型，但是成本較高。通常用於軍機，額外好處是不必占用一個武器掛點，缺點是裝載的燃料使用完後無法在飛行中途拋棄，造成額外的重量負擔。

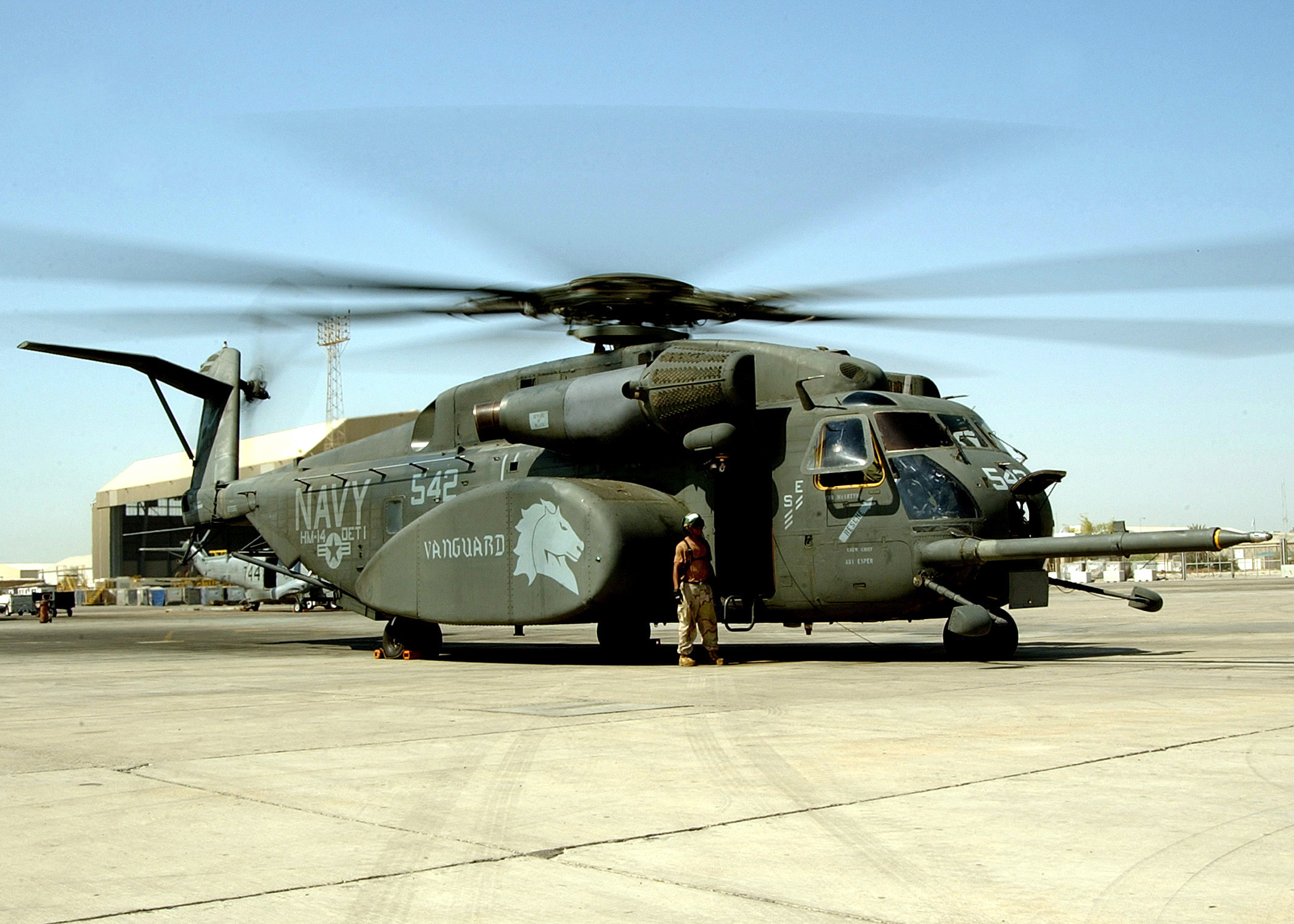
MH-53E的兩側適型油箱，類似短翼氣動形狀
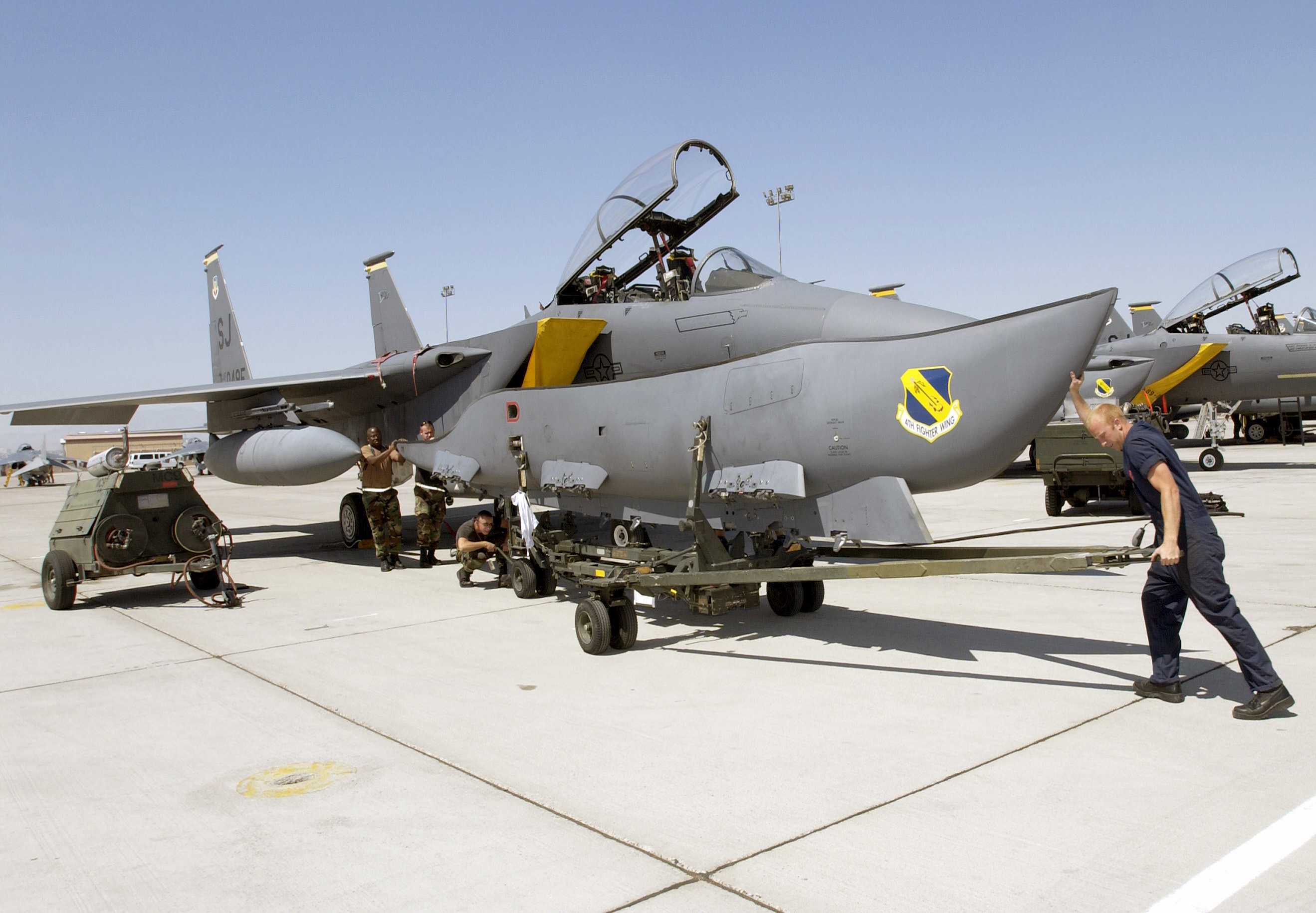
F-15E適型油箱與機身融合
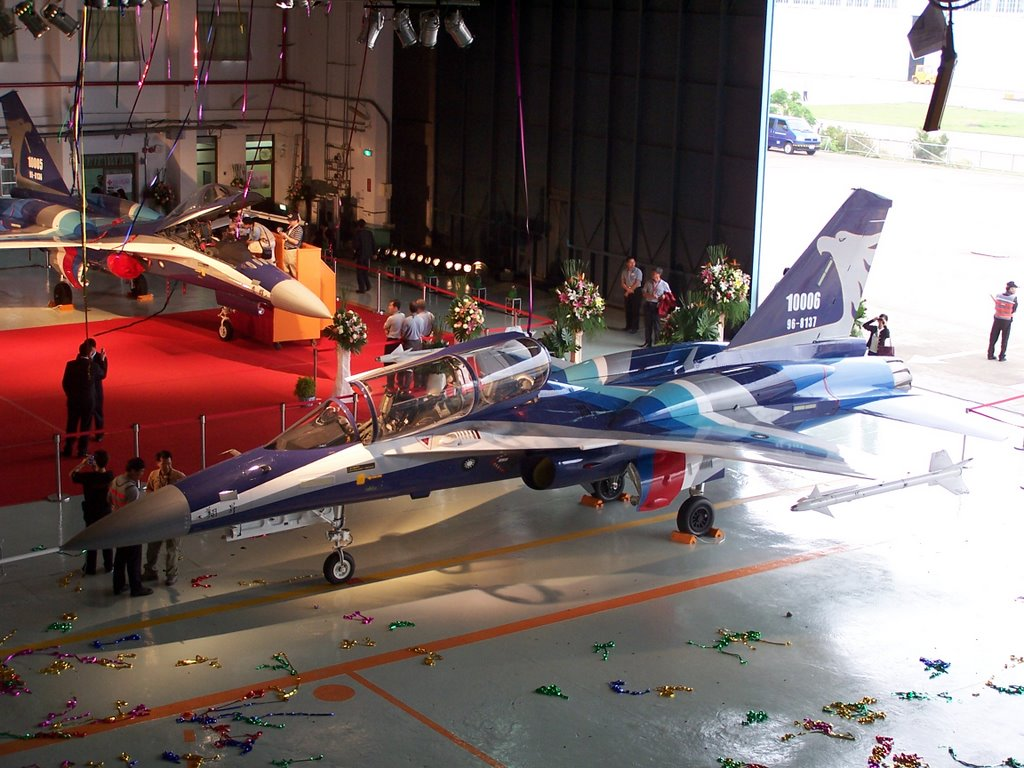
經國號機背適型油箱

## 另見
- 副油箱